# Брянський (Новосибірська область)
Брянський (рос. Брянский) — селище у Доволенському районі Новосибірської області Російської Федерації.
Входить до складу муніципального утворення Согорнська сільрада. Населення становить 133 особи (2010).

## Історія
Згідно із законом від 2 червня 2004 року органом місцевого самоврядування є Согорнська сільрада.

## Населення
| 2002 | 2007 | 2010 |
| ---- | ---- | ---- |
| 224  | ↘210 | ↘133 |